# Deep Love深沉的愛
《Deep Love深沉的愛》是由日本作家Yoshi所寫的小說作品，共四本。最初是在行動電話網站上發表，在獲得廣大的迴響後以自費出版的方式在網路上販賣，而後以一般書籍方式販售，至2004年12月的統計資料已經達到250萬本。

## 簡介
故事的內容以援交少女小步為中心，與周遭的人的互動。

## 出版

### 深沉的愛
- 日文版：Starts出版（日语：スターツ出版），2002年12月25日出版，ISBN 4883810080
- 中文版：尖端出版社，2004年5月5日出版，ISBN 957-10-2879-7

### HOST（ホスト）
- 日文版：，2003年5月26日出版，ISBN 4-88381-013-5

### RENA的命運（レイナの運命）
- 日文版：，2003年7月7日出版，ISBN 4-88381-014-3

### 阿寶的故事（パオの物語）
- 日文版：，2003年7月出版，ISBN 4-88381-015-1

## 外部連結
- （日語） 作者網站上的資料